# Ister (hajó)
Az Ister Moszkva típusú folyami motoros személyhajó, amely a Dunán üzemel rendezvényhajóként.

## Története
A Moszkva (R–51E) típusú hajót 1980-ban építették a  Moszkvai Hajóépítő és Hajójavító Üzemben. A Krím névre keresztelt hajó elkészült után a Dnyeperre került, honi kikötője Kijevben volt. 2002-ben teljesen átépítették. 2005-ben megvásárolta a magyarországi Sailor Kft. Azóta a Dunán üzemel rendezvényhajóként, Ister néven. Eredeti főgépeit Rába dízelmotorokra cserélték. Maximális befogadó képessége 150 fő, az ajánlott utaslétszám 100 fő.